# Hervé van de Werve d'Immerseel
Hervé Marie Ludovic Valentin van de Werve d'Immerseel (Antwerpen, 29 januari 1921 – Pulle, 15 juli 2013) was een Belgisch politicus voor de CVP. Hij was burgemeester van Pulle.

## Levensloop
Van de Werve was lid van de adellijke Belgische familie van de Werve waarvan het hoofd de titel van graaf draagt. Het Huis van de Werve is een van de oudste nog bestaande Antwerpse adellijke families. Zijn grootvader werd in 1934 verheven tot burggraaf bij eerstgeboorte. Na het overlijden van zijn vader in 1985 werd Hervé burggraaf. Hij trouwde in 1945 met Suzanne gravin de Lannoy (1925-1988) uit welk huwelijk zes kinderen werden geboren. 
Van de Werve was - net als zijn vader Gaëtan - burgemeester van de gemeente Pulle (1965 - 1976), na de fusie van 1977 was hij schepen van de fusiegemeente Zandhoven, een mandaat dat hij uitoefende tot 1982.
Tijdens de Tweede Wereldoorlog was hij lid van het Geheim Leger en oorlogsvrijwilliger, daarvoor kreeg hij onder meer de Medaille van het Britse Rijk.
Hij woonde in een ruime villa op het domein Krabbelshof, die er kwam na de vernieling van het kasteel na de oorlog. Het domein Krabbels (dat tegenwoordig deel uitmaakt van het Regionaal Landschap de Voorkempen) stond open voor de scouts en Natuurpunt.
Van de Werve overleed op 92-jarige leeftijd.